# Saint-Eusèbe, Haute-Savoie
Saint-Eusèbe är en kommun i departementet Haute-Savoie i regionen Auvergne-Rhône-Alpes i sydöstra Frankrike. Kommunen ligger i kantonen Rumilly som tillhör arrondissementet Annecy. År 2022 hade Saint-Eusèbe 643 invånare.

## Befolkningsutveckling
Antalet invånare i kommunen Saint-Eusèbe
| Referens: INSEE |